# Guiseley Association Football Club
El Guiseley AFC es un equipo de fútbol de Inglaterra que juega en la Northern Premier League, la séptima liga de fútbol en importancia en el país.

## Historia
Fue fundado en el año 1909 en la ciudad de Guiseley, en West Yorkside por un grupo de aficionados al fútbol en la ciudad. En 1913 consiguieron su primer logro al ganar la Wharfedale League, aunque nunca hubiesen llegado a jugar a nivel profesional, han participado en varias ocasiones en la FA Cup. En octubre de 2017 el club subió al nivel profesional.

## Palmarés
- Conference North: 0
  - Ganadores de la eliminatoria: 1

2014–15
- Northern Premier League Premier Division: 1

2009–10
- Northern Premier League Division One: 1

1993–94
- Northern Premier League Challenge Cup: 1

2009
- Northern Premier League President's Cup:1

1994
- West Riding County Cup: 9

1979, 1980, 1981, 1983, 1994, 1996, 2005, 2011, 2012.

## Estadio
El club juega en el Nethermoor Park, con capacidad para 3,000 espectadores, aunque solo 500 asientos ubicados en dos terrazas rodeados por torres que se ven a lo lejos.

## Equipo 2016/17

#### Altas y bajas 2017–18 (invierno)
| Altas             | Altas          | Altas               | Altas     | Altas        |
| Jugador           | Posición       | Procedencia         | Tipo      | Costo        |
| ----------------- | -------------- | ------------------- | --------- | ------------ |
| Sean St Ledger    | Defensa        | Agente libre        | Libre.    | --           |
| Harry Flowers     | Defensa        | Burnley             | Traspaso. | No revelado. |
| James Roberts     | Delantero      | Guiseley            | Cesión.   | --           |
| Adam Crookes      | Defensa        | Nottingham Forest   | Cesión.   | --           |
| Liam Hughes       | Defensa        | Barrow              | Traspaso. | No revelado. |
| Alex-Ray Harvey   | Centrocampista | Barrow              | Traspaso. | £10.000.     |
| Rowan Liburd      | Delantero      | Stevenage           | Cesión.   | --           |
| Mike Fondop-Talom | Delantero      | Oxford City         | Traspaso. | No revelado. |
| Lewis Freestone   | Defensa        | Peterborough United | Cesión.   | --           |

| Bajas          | Bajas     | Bajas              | Bajas     | Bajas        |
| Jugador        | Posición  | Destino            | Tipo      | Costo        |
| -------------- | --------- | ------------------ | --------- | ------------ |
| Connor Brown   | Defensa   | York City          | Cesión.   | --           |
| Jonny Maxted   | Portero   | Accrington Stanley | Traspaso. | No revelado. |
| Frank Mulhern  | Delantero | Harrogate Town     | Cesión.   | --           |
| Reece Thompson | Delantero | Boston United      | Cesión.   | --           |
| Will Wells     | Defensa   | Ossett Albion      | Cesión.   | --           |

## Entrenadores
- Bobby Davison (1998-2000)
- Steve Kittrick (2007-2013)
- Mark Bower (2013-)